# (7801) Goretti
(7801) Goretti est un astéroïde de la ceinture principale.

## Description
(7801) Goretti est un astéroïde de la ceinture principale. Il fut découvert le 12 avril 1996 à San Marcello Pistoiese par Luciano Tesi et Andrea Boattini. Il présente une orbite caractérisée par un demi-grand axe de 2,64 UA, une excentricité de 0,25 et une inclinaison de 1,2° par rapport à l'écliptique.

## Compléments